# Dolores Wettach
Dolores Wettach (New York, 26 dicembre 1934) è una modella e attrice svizzera naturalizzata statunitense professionalmente attiva negli anni sessanta.
È ricordata per aver interpretato per il cinema, a fianco di Nino Manfredi, l'episodio Una donna d'affari del film collettivo del 1964 Controsesso. In tale episodio interpretava appunto il ruolo di una donna in carriera che procurava guai e delusioni a ripetizione ad un ingenuo musicista invaghitosi di lei vedendola passare per via Condotti.
È stata modella per la rivista Vogue.

## Biografia
Di padre svizzero e madre svedese, Wettach si trasferì con la famiglia all'età di cinque anni a Flushing, New York City, dove il padre Charles e la madre Ethel avevano deciso di installare un ranch per allevamento di mucche da latte.
Ha rappresentato lo stato del Vermont nell'edizione del 1956 di Miss Universo e l'anno successivo si diplomò alla University of Vermont..

## Carriera
La Wettach non ha avuto una particolare carriera come attrice: dopo il film del 1964 Controsesso, in cui fu diretta da Renato Castellani, è tornata alla ribalta solo nel 2009 comparendo nei panni di se stessa in un film documentario per la televisione sulla figura del giocatore di baseball Ted Williams (1918-2002), al quale è stata sposata dal 1967 al 1972.
Il matrimonio con Williams (che era stato già sposato due volte e che aveva conosciuto durante un volo aereo, senza sapere che era un noto sportivo), finì in divorzio. Da lui ha avuto però due figli, John Henry e Claudia.

## Filmografia
- Controsesso (1964)
- Ted Williams (2009, documentario televisivo)

## Doppiatrici italiane
- Maria Pia Di Meo in Controsesso